# Берегиня (комікс)
«Берегиня» (англ. Guardienne, кит.: 守娘) — тайванська маньхва (китайський комікс) авторки Наунау (англ. Nownow, кит.: 小峱峱), відзначена Золотою нагородою для коміксів за найкращий новий талант 2020 року (англ. 2020 Golden Comics Awards Best New Talent). В Україні видана у 2021 році сходознавчим видавництвом «Сафран».

## Сюжет
На Тайвані початку 1900-х років єдиною можливою метою для жінки було гарне заміжжя, а щастя заміжньої жінки повністю залежало від народження сина. Народження хлопчика ставало нав'язливою ідеєю, яка виливалась у різноманітні народні ритуали.
Молода Дзє, спостерігаючи, як її невістка стає одержимою народженням сина і піддається пов'язаним із тим забобонам, мріє про волю від такої долі.
Одного разу, прогулюючись повз річку, Дзє знаходить тіло потопельниці. Викликають жрицю, щоб переконатися, що дух мертвої спокійно перейшов на той світ. Ця таємнича жінка, що спілкується зі світом духів, стає для Дзє проблиском надії, і Дзє йде до жриці в учениці. Згодом на ногах Дзє під час сну починають з'являтися відбитки долонь, а разом з тим все більше жінок зникає безвісти і все більше жінок знаходять мертвими.